# 生命读经

《新舊約生命讀經》（The Life-Study of The Bible）是20世紀聖經學者李常受的篇幅浩大的解經著作，也是他最重要的著作。全部生命讀經共有1,984篇，編為80冊，由 水流職事站出版。
李常受自1974年，69歲時開始進行《羅馬書生命讀經》，到1984年的《使徒行傳生命讀經》完成全部新約生命讀經，最後在1995年，90歲時才完成全部66卷新舊約生命讀經，共歷時22年。